# Epiphora marwitzi
Epiphora marwitzi är en fjärilsart som beskrevs av Gustav Weymer 1894. Epiphora marwitzi ingår i släktet Epiphora och familjen påfågelsspinnare. Inga underarter finns listade i Catalogue of Life.